# Pont du gouverneur Nobre de Carvalho
Le pont du gouverneur Nobre de Carvalho (chinois simplifié : 嘉乐庇总督大桥 ; chinois traditionnel : 嘉樂庇總督大橋 ; pinyin : Jiālè bì zǒngdū dà qiáo ; portugais : Ponte Governador Nobre de Carvalho), aussi appelé pont Macau-Taipa (chinois simplifié : 澳氹大桥 ; chinois traditionnel : 澳氹大橋 ; pinyin : Àodàng dàqiáo), est un pont reliant la péninsule de Macao à l'île de Taipa. Ce pont a été construit pendant la colonisation portugaise dans le but de relier l'île, encore isolée, au territoire. Les chinois le surnomment d'ailleurs « le vieux pont » (chinois simplifié : 旧大桥 ; chinois traditionnel : 舊大橋 ; pinyin : Jiù dàqiáo). 

## Caractéristiques

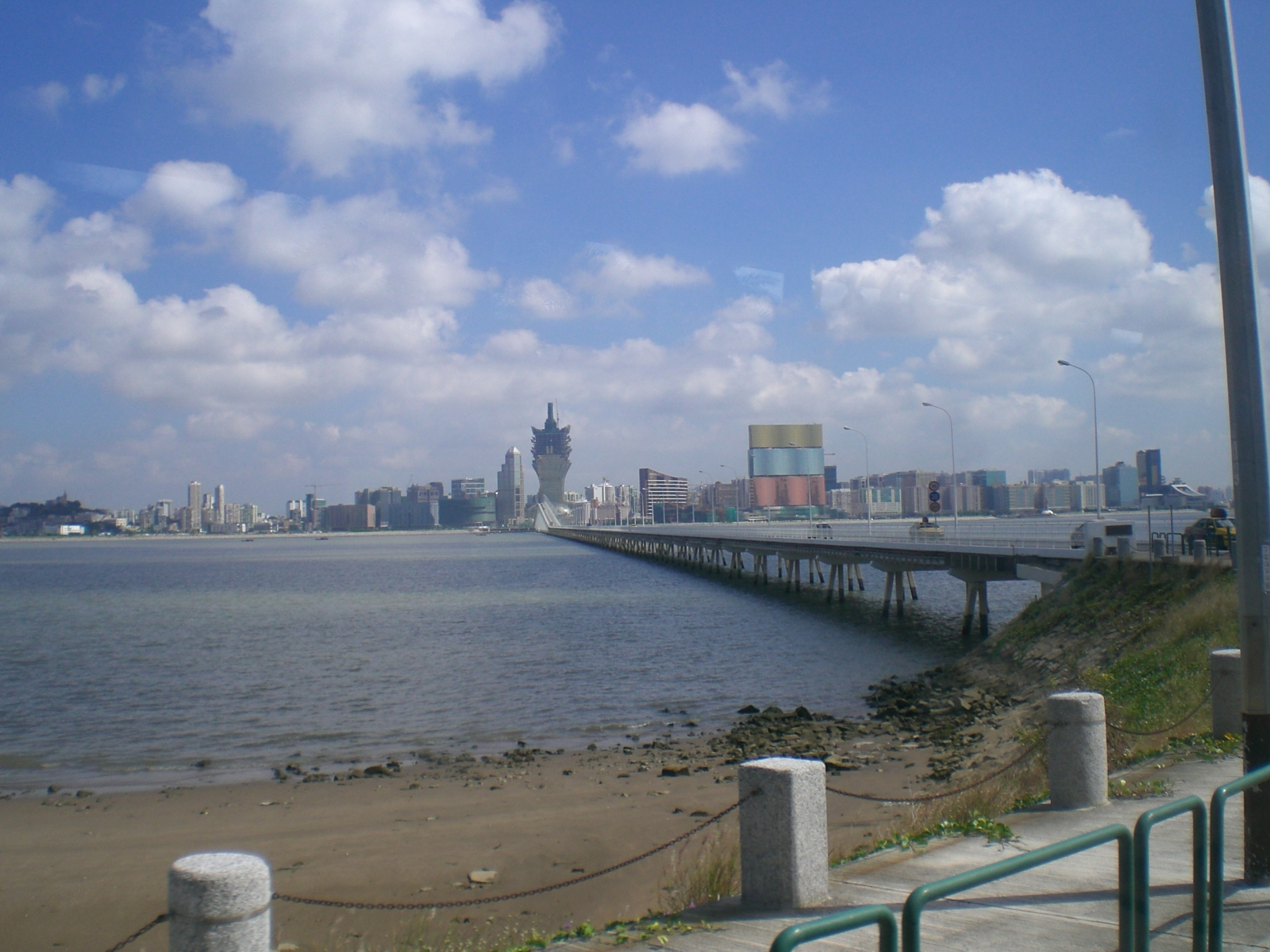
Le pont en 2005.

Le pont mesure près de 2 570 mètres de longueur et à son époque, il était considéré comme le pont continu le plus long du monde. Le point le plus haut du tablier culmine à 35 mètres au-dessus de la mer, permettant aux bateaux de passer en dessous.

## Histoire

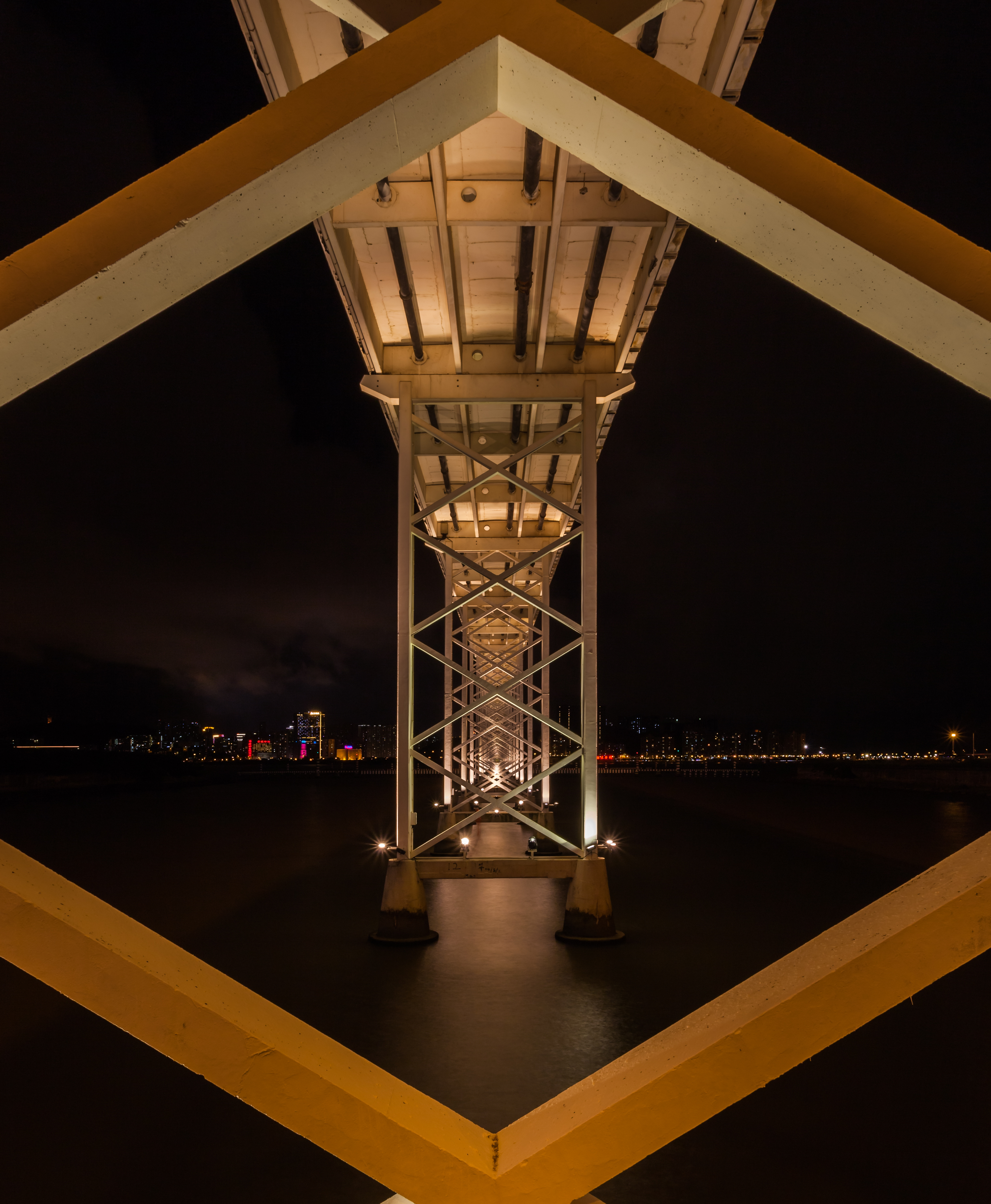
Le pont éclairé la nuit en 2013.

La construction a démarré en juin 1970 et il a été ouvert à la circulation en octobre 1974. Le pont a été nommé en l'honneur de José Manuel de Sousa e Faria Nobre de Carvalho, gouverneur de Macao de 1966 à 1974, et donc gouverneur à l'époque de la construction. Le pont est censé évoquer la forme d'un dragon dont la tête serait le Casino de Lisboa et la queue le Taipa Monument.
De 1974 à 1981, il y avait un péage sur l'île de Taipa.
À la suite de reconstructions près du casino Grand Lisboa, le pont fut fermé à la circulation en 2005 pendant un an, puis rouvert en 2006 seulement au bus et au taxi, obligeant les autres véhicules à emprunter le pont de l'Amitié ou le nouveau Pont de Sai Van.